# NBCUniversal

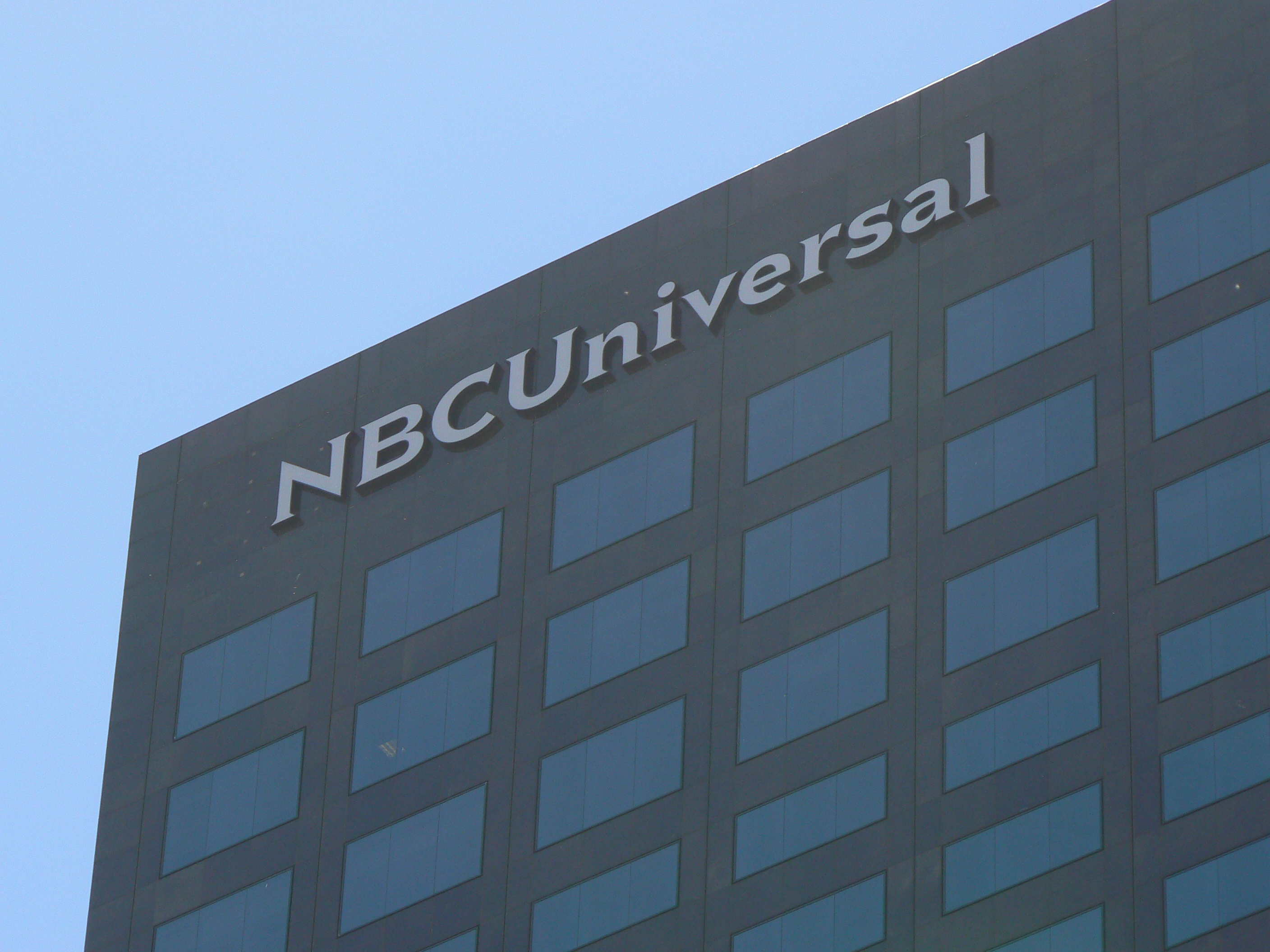
Siedziba NBCUniversal w Hollywood

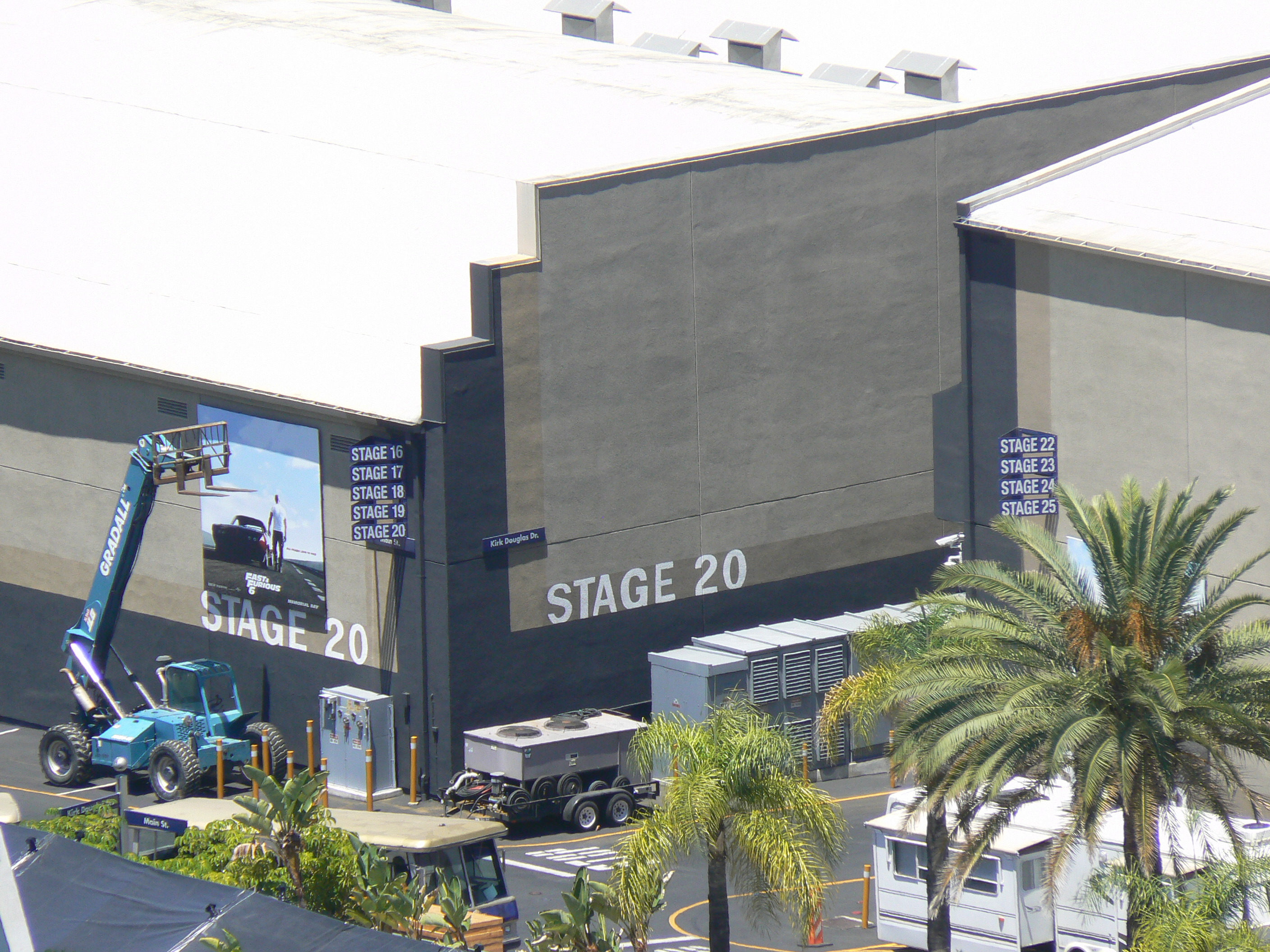
Miasteczko filmowe Universal Studios

NBCUniversal, LLC (wcześniej NBC Universal, Inc.) – amerykańskie przedsiębiorstwo mediowe powstałe w 2004 roku z połączenia sieci telewizyjnej NBC i grupy filmowej Universal Studios Entertainment. Obecnymi właścicielami NBC Universal są General Electric (49%) i Comcast Corporation (51%).
W 2007 r. przedsiębiorstwo przejęło Sparrowhawk Media, dzięki czemu jest właścicielem kilkunastu popularnych stacji telewizyjnych.
3 grudnia 2009 Comcast Corporation oraz General Electric porozumiały się w sprawie fuzji NBC Universal i Comcast. Fuzję tę w lutym 2011 roku zatwierdzili członkowie Federalnej Komisji Łączności (FCC), którzy regulują rynek mediów w USA.

## Marki należące do grupy

### Kino
- Universal Pictures – sztandarowa wytwórnia filmowa korporacji, jest jedną z najstarszych firm tego typu, producent takich filmów jak Park Jurajski czy Powrót do przyszłości produkowanych w Universal Studios
- Focus Features – studio powstałe w 1992 roku jako Gramercy Pictures, swego rodzaju właściciel i zarządca mało znanej marki Rogue Pictures
- Working Title Films – firma założona zajmującą się produkcją filmów, została w 1983 roku, obecnie ma swoją siedzibę w Londynie
- United International Pictures (50%) – firma zajmująca się głównie dystrybucją filmów m.in. Universal Studios oraz Paramount Pictures, współpracuje też z innymi wytwórniami

### Telewizja
- NBC – sztandarowa stacja telewizyjna NBC Universal
- Universal Sports(inne języki) – stacja sportowa
- The Weather Channel(inne języki) – stacja pogodowa
- Diva Universal(inne języki) – stacja filmowa dla kobiet
- Studio Universal(inne języki) – stacja filmowa
- NBC Sports Network(inne języki) – stacja sportowa
- CNBC – stacja biznesowa
- MSNBC – stacja informacyjna
- qubo(inne języki) – stacja dla dzieci
- Esquire Network – stacja lajfstajlowa
- Movies 24 – stacja filmowa
- 13 Ulica – stacja filmowa
- Universal Channel – stacja filmowa
- SciFi Universal – stacja filmowa
- E! Entertainment – stacja emitująca programy informacyjne o show-businessie oraz magazyny poświęcone szeroko pojętej rozrywce
- CNBC Europe – ogólnoeuropejska stacja telewizyjna dostarczająca na bieżąco informacje finansowe i biznesowe
- Golf Channel – stacja sportowa[3]
- Euronews – europejski wielojęzyczny kanał informacyjny (posiada 25% udziałów)[4].

### Inne marki
- NBC Universal Television Group – grupa zajmująca się produkcją i dystrybucją seriali głównie dla stacji NBC
- Telemundo – stacja telewizyjna adresowana do społeczności latynoskiej
- Sparrowhawk Media – grupa stacji telewizyjnych o profilu filmowym, która została kupiona przez NBC Universal w 2007